# نايف مسعود
نايف مسعود، لاعب كرة قدم سعودي، يلعب في نادي القادسية.

## روابط خارجية
- نايف مسعود على موقع قاعدة بيانات كرة القدم.إي يو (الإنجليزية)
- نايف مسعود على موقع Soccerway.com (الإنجليزية)